# Brassica nivalis
Brassica nivalis är en korsblommig växtart som beskrevs av Pierre Edmond Boissier och Theodor Heinrich von Heldreich. Brassica nivalis ingår i släktet kålsläktet, och familjen korsblommiga växter. IUCN kategoriserar arten globalt som livskraftig.

## Underarter
Arten delas in i följande underarter:
- B. n. jordanoffii
- B. n. nivalis